# Zvjahelský rajón
Zvjahelský rajón (ukrajinsky Звягельський район, do roku 2022 Volynskonovohradský rajón, ukrajinsky Новоград-Волинський район) je rajón v Žytomyrské oblasti na Ukrajině. Hlavním městem je Zvjahel a rajón má přibližně 165 tisíc obyvatel. 

## Města v rajónu
- Baranivka
- Zvjahel